# Hovzivka, Putîvl
Hovzivka (în ucraineană Ховзівка) este un sat în comuna Veazenka din raionul Putîvl, regiunea Sumî, Ucraina.

## Demografie
Componența lingvistică a localității Hovzivka
     Ucraineană (87,61%)
     Rusă (12,39%)
Conform recensământului din 2001, majoritatea populației localității Hovzivka era vorbitoare de ucraineană (87,61%), existând în minoritate și vorbitori de rusă (12,39%).